# イソサンヌプリ山
イソサンヌプリ山（イソサンヌプリやま）は、北海道の天塩郡幌延町と枝幸郡浜頓別町の2町にまたがる標高581.2mの山である。山頂には一等三角点「磯桟岳」が設置されている。

## 概要
宗谷丘陵の南部に位置する山で、丘陵の山では比較的標高が高く幌延町の最高峰である。
山名の由来はアイヌ語が元になっているが諸説ある。漢字表記では「伊曽参山」と書かれていた。
- 「イソ・サン・ヌプリ（裸のなだらかな山）」という説[3]。
- 「iso-san-nupuri（えものを持って出るる山」という説[4]。
- 「イソ・サン・ヌプリ（獲物の下る山）」という説[5]。
- 「u- os san nupuri（互い・の後ろから・前に出る・山）」が転訛した説。頓別平野からは双耳峰のイソサンヌプリ山を見る事ができ、そこからの見た目からついたという推測である[2]。

登山道はなく、山体は藪に覆われる。